# Saison 2012 des Rangers du Texas
La saison 2012 des Rangers du Texas est la 52e saison en Ligue majeure de baseball pour cette franchise et sa 41e depuis son transfert de Washington vers la ville d'Arlington au Texas en 1972. Les Rangers débutent 2012 en tant que doubles champions en titre de la Ligue américaine de baseball.
En route vers une saison de 93 victoires et 69 défaites, les Rangers semblent se diriger allégrement vers un troisième titre de division consécutif dans la division Ouest. Mais les doubles champions en titre de la Ligue américaine, qui passent 186 jours en première place, perdent les trois derniers matchs de l'année disputés à domicile face aux A's d'Oakland, concédant à ces derniers le championnat. Tout de même qualifiés pour les éliminatoires, les Rangers voient leur saison se terminer abruptement lorsqu'ils perdent le match de meilleur deuxième contre Baltimore le 5 octobre. Malgré trois défaites de plus qu'en 2011, c'est une quatrième saison gagnante de suite pour Texas.

## Contexte
Avec 96 victoires contre 66 défaites en 2011, les Rangers du Texas établissent un nouveau record de franchise pour la meilleure fiche en saison régulière et remportent leur 2e championnat consécutif et leur 5e au total dans la division Ouest de la Ligue américaine. Malchanceux en Série mondiale 2010 face aux Giants de San Francisco à leur première présence en grande finale, les Rangers remportent un second titre de la Ligue américaine et sont opposés aux Cardinals de Saint-Louis en Série mondiale 2011 après avoir défait les Rays de Tampa Bay et les Tigers de Détroit en séries éliminatoires. Passés deux fois à une prise près de devenir champions du monde, les Rangers perdent les 6e et 7e rencontres d'une spectaculaire série finale, concédant le titre aux Cardinals. Texas est le premier club à perdre deux Séries mondiales de suite depuis les Braves d'Atlanta de 1991-1992.

## Intersaison

### Arrivées

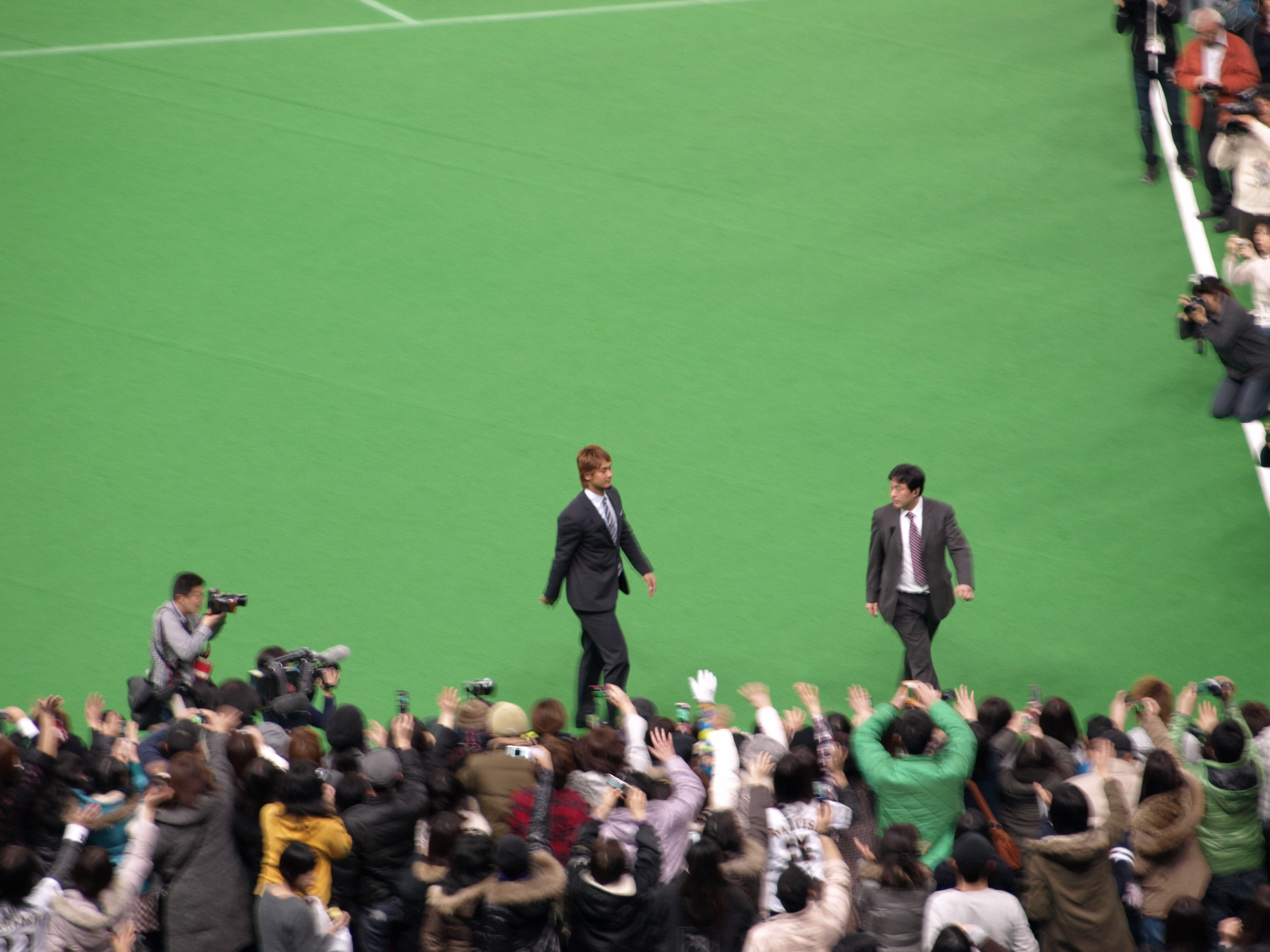
Yu Darvish fait ses adieux aux fans japonais lors d'une conférence de presse au Sapporo Dome le 24 janvier 2012.

Les Rangers convoitent durant l'intersaison le lanceur vedette de la ligue professionnelle japonaise, Yu Darvish. L'entreprise est couronnée de succès : après avoir remporté le 20 décembre avec une mise record de 51,7 millions de dollars US l'enchère pour obtenir le droit exclusif de négocier une entente avec le lanceur de 25 ans, les Rangers mettent Darvish sous contrat le 18 janvier, à raison de 60 millions de dollars pour 6 saisons.
Envisageant la possibilité de faire passer à la rotation de lanceurs partants leur stoppeur des deux saisons précédentes, Neftalí Feliz, les Rangers mettent sous contrat le 21 novembre 2011 le lanceur droitier Joe Nathan. Ce dernier, après avoir connu beaucoup de succès comme stoppeur des Twins du Minnesota, a raté toute la saison 2010 après une opération et effectué un retour plus ou moins convaincant en 2011.
Le 3 janvier 2012, le receveur réserviste Brandon Snyder est obtenu des Orioles de Baltimore.
Le 20 janvier 2012, le voltigeur et joueur de premier but Brad Hawpe signe un contrat des ligues mineures avec Texas mais il est libéré vers la fin de l'entraînement de printemps. Incapable de se trouver un emploi avec une autre équipe, il est de nouveau engagé par les Rangers, qui lui accordent un contrat des ligues mineures le 6 avril et l'assignent immédiatement en Double-A.

### Départs
Les Rangers perdent leur lanceur partant numéro un via le marché des agents libres : C. J. Wilson signant le 10 décembre chez les Angels de Los Angeles, rivaux de division de l'équipe texane.
Devenu agent libre, le vétéran releveur Darren Oliver quitte pour les Blue Jays de Toronto et un autre releveur, Darren O'Day, peu utilisé par Texas en 2011, est réclamé au ballottage par Baltimore.
Le receveur Matt Treanor, qui s'est rendu en Série mondiale 2010 avec les Rangers mais n'a joué que 7 parties pour Texas en 2011, quitte pour rejoindre les Dodgers de Los Angeles.

## Calendrier pré-saison
L'entraînement de printemps des Rangers s'ouvre en février et le calendrier de matchs préparatoires précédant la saison s'étend du 4 mars au 4 avril 2012.

## Saison régulière
La saison régulière des Rangers se déroule du 6 avril au 3 octobre 2012 et prévoit 162 parties. Elle débute à domicile au Rangers Ballpark avec la visite des White Sox de Chicago.

### Mai
- 2 mai : Josh Hamilton est nommé joueur par excellence du mois d'avril dans la Ligue américaine[18] et Yu Darvish, invaincu au cours du premier mois d'activité, est nommé recrue par excellence d'avril dans la ligue[19].
- 8 mai : À Baltimore, Josh Hamilton des Rangers égale le record du baseball majeur et devient le 16e joueur à frapper 4 coups de circuit dans un même match[20].
- 29 mai : Les Rangers mettent sous contrat le vétéran lanceur Roy Oswalt[21].

### Juillet
- 2 juillet : Matt Harrison est nommé meilleur lanceur du mois de juin dans la Ligue américaine grâce à 5 victoires et une moyenne de points mérités de 1,29[22].
- 31 juillet : Le lanceur Ryan Dempster est obtenu des Cubs de Chicago via une transaction[23].

### Août
- 1er août : Après avoir surmonté un déficit de 6 points, créé l'égalité 7-7 avec des points en huitième et neuvième manche, puis laissé l'adversaire prendre les devants 10-7 en début de dixième, les Rangers marquent quatre fois en fin de dixième pour l'emporter 11-10 à domicile sur les Angels de Los Angeles[24].
- 14 août : Les Rangers sont blanchis dans un match où le lanceur adverse (Hiroki Kuroda des Yankees) lance un match complet en leur accordant 2 coups sûrs ou moins pour la première fois depuis une défaite contre le lanceur Ron Guidry en 1977[25].

### Septembre
- 30 septembre : Dans le second match d'un programme double devant leurs partisans, les Rangers triomphent des Angels de Los Angeles pour assurer leur place en séries éliminatoires pour un troisième automne consécutif[26].

### Octobre
- 3 octobre : Au dernier jour de la saison, les Rangers perdent un troisième match en trois jours à Oakland pour concéder aux Athletics le championnat de la division Ouest de la Ligue américaine[27].

### Classement
| Ligue américaine (Division Ouest) | V  | D  | %    | Diff. |
| --------------------------------- | -- | -- | ---- | ----- |
| Athletics d'Oakland               | 94 | 68 | ,580 | -     |
| Rangers du Texas                  | 93 | 69 | ,574 | 1     |
| Angels de Los Angeles             | 89 | 73 | ,549 | 5     |
| Mariners de Seattle               | 75 | 87 | ,463 | 19    |

## Affiliations en ligues mineures
| Niveau            | Équipe                 | Ligue                         |
| ----------------- | ---------------------- | ----------------------------- |
| AAA               | Round Rock Express     | Ligue de la côte du Pacifique |
| AA                | Frisco RoughRiders     | Texas League                  |
| A-Advanced        | Myrtle Beach Pelicans  | Carolina League               |
| A                 | Hickory Crawdads       | South Atlantic League         |
| A (saison courte) | Spokane Indians        | Northwest League              |
| Ligue des recrues | Arizona League Rangers | Arizona League                |
| Ligue des recrues | DSL Rangers            | Dominican Summer League       |